# ويليام روسو
ويليام روسو (بالإنجليزية: William Russo)‏ هو عازف بيانو وملحن أمريكي، ولد في 25 يونيو 1928 في شيكاغو في الولايات المتحدة، وتوفي بنفس المكان في 11 يناير 2003.

## وصلات خارجية
- ويليام روسو على موقع IMDb (الإنجليزية)
- ويليام روسو على موقع ميوزك برينز (الإنجليزية)
- ويليام روسو على موقع أول ميوزيك (الإنجليزية)
- ويليام روسو على موقع ديسكوغز (الإنجليزية)